# Адам Бек
Адам Бек (липень 1970 , Лондон ) — британський бізнесмен, фахівець в області криптографії та шифропанк. Відомо, що Бек листувався із Сатоші Накамото, і посилання на його публікацію міститься в описі системи біткойнів.
Народився в Лондоні. На 2020 рік живе на Мальті. Має ступінь доктора наук в галузі інформатики.

## Криптографія

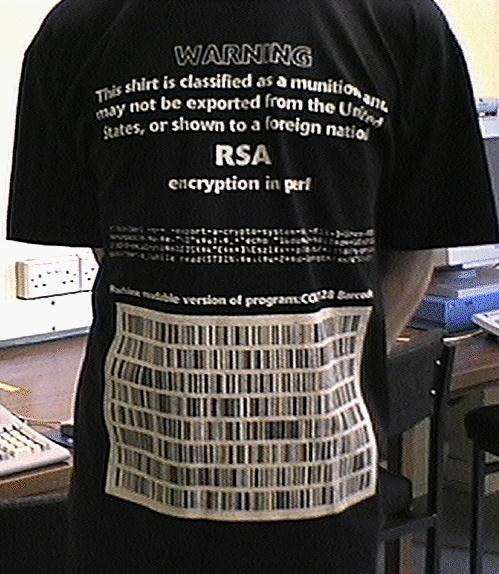
Футболка з кодом, який підпадав під експортні обмеження в США

У 1997 році Бек розробив систему Hashcash. Подібна ідея використовується в системі біткойнів. Hashcash також використовується в декількох протоколах для запобігання спаму. Бек — один з перших дослідників цифрових активів, серед яких Вей Дай, Девід Чаум і Гел Фінні.
Бек також розробив бібліотеку credlib, яка реалізує цифрові ідентифікатори Брандса (Stefan Brands) і Чаума.
Бек першим описав «неінтерактивну пряму секретність» — деяких криптографічних протоколів — і першим помітив, що будь-який протокол, заснований на identity based encryption може забезпечити цю властивість.
Бек також відомий в зв'язку з дуже компактною реалізацією RSA — два або три рядки на мові Perl — а також у зв'язку в футболками з цим кодом, які підпадали під експортні обмеження США, і дизайн яких він розробив в якості протесту проти цих обмежень.
Бек — один з перших, хто отримував повідомлення по електронній пошті від Сатоші Накамото. У 2016 році видання Financial Times назвало Бека серед потенційних кандидатів, хто міг бути Накамото, разом з Ніком Сабо і Хелом Фінні. У 2020 році на YouTube-каналі під назвою BarelySociable було заявлено, що Бек є Накамото. Бек відкинув цю заяву. Крейг Стивен Райт подавав позов до суду на Бека, коли Бек сказав, що Райт не є Накамото. Згодом Райт відкликав свій позов. Бек просував ідею використання супутників і mesh-мереж для передачі і прийому транзакцій біткойнів, як резервний варіант і як альтернативу традиційній мережі інтернет.

## Кар'єра
На 2020 рік Бек обіймає посаду генерального директора компанії Blockstream.